# Kuno von Westarp

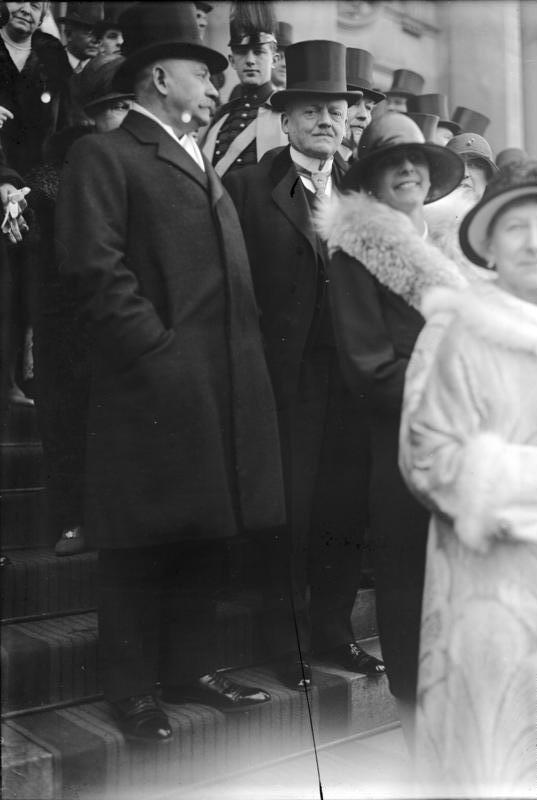
Kuno von Westarp (uprostřed) v červenci 1928

Hrabě Kuno Friedrich Viktor von Westarp (12. srpna 1864 Ludom – 30. července 1945 Berlín) byl německý konzervativní politik.

## Život
Westarp se narodil v Ludomu (dnešní vesnice Ludomy v Polsku) v pruském Poznaňsku, jako syn staršího lesnického úředníka. Navštěvoval gymnázium v Postupimi a později studoval právní vědu na univerzitách v Tübingenu, Vratislavi, Lipsku a Berlíně. V roce 1886 úspěšně splnil Staatsexamen a nastoupil vojenskou službu ve Vratislavi a Postupimi, kdy byl povýšen na rezervního důstojníka 1. pěšího pluku.
V roce 1887 zahájil svoji kariéru v okresní státní správě ve Freienwalde, Braniborsku (v té době tam byl šéfem Theobald von Bethmann-Hollweg, který se později stal německým kancléřem). Po své druhé Staatsexamen působil jako Rechtsassessor v Gostyńi, Babimostu (obojí Poznaňsko) a ve Štětíně. V roce 1902 vstoupil do služeb Pruského státního ministerstva a stal se náčelníkem policie v Schönebergu a Wilmersdorfu, předměstích Berlína. Od roku 1908 působil jako soudce u Pruského správního soudu.
V devadesátých letech vstoupil do německé agrární strany Bund der Landwirte (BDL), jeho politický postup začal ale až v roce 1908, kdy se stal členem německého Reichstagu v řadách konzervativců strany Deutschkonservative Partei (DKP). V letech 1913 až 1918 byl hlavou parlamentní skupiny. Během První světové války vystupoval proti snahám sněmu o mírové řešení. Obhajoval neomezenou ponorkovou válku.
Po německé Listopadové revoluci (1918–1919) se Westarp stal jedním ze zakládajících členů Německé národně lidové strany (DNVP). V letech 1924–1928 byl jejím předsedou. V roce 1930 stranu opustil a společně s Gottfriedem Reinholdem Treviranem se stal jedním ze zakladatelů Konservative Volkspartei (KVP). Za tuto stranu se účastnil Říšského sněmu až do roku 1932.
Do dalších voleb, konajících se v roce 1932, už nekandidoval a v roce 1933, po takzvaném Machtergreifungu odešel z veřejného života do ústraní. Později jej nacistické autority podezíraly z účasti na červencovém antentátu na Hitlera, ale předběžné vyšetřování proti němu nepředložilo žádný důkaz. Na konci druhé světové války byl v Berlíně zajat sovětskými okupačními silami. Brzy byl však propuštěn a krátce nato zemřel.